# YF-23 (航空機)
YF-23
YF-23
- 用途：戦闘機
- 製造者：ノースロップ、マクドネル・ダグラス
- 運用者： アメリカ合衆国
- 初飛行：
1990年8月27日（S/N 87-800）
1990年10月26日（S/N 87-801）
- 生産数：2機
- 生産開始：1989年（試作）
- 退役：1996年（保管終了）

YF-23は、アメリカ空軍向けにノースロップ（現・ノースロップ・グラマン）/マクドネル・ダグラス（現・ボーイング）が設計した試作ステルス戦闘機。

## 概要
アメリカ空軍のATF（Advanced Tactical Fighter：先進戦術戦闘機）計画において、ロッキード社（現・ロッキード・マーティン）案（後のF-22）との競作で開発されたものである。1990年8月27日に初飛行。1991年にF-22がATFとして選定されたことを受けて、量産はされなかった。
ステルス性を重視した機体で、ひし形の主翼に加え尾翼部分がペリカンテールと呼ばれる独特の形状をしている。第5世代ジェット戦闘機に分類されており、スーパークルーズ能力を有する。また、ミサイルを機体内の兵器庫に搭載するという計画はあったものの、飛行試験用の実機には兵器搭載が必ずしも求められていなかったため、搭載能力は付与されなかった。
計画終了後、機体はアメリカ航空宇宙局（NASA）に移管され、1996年までそこで保管されていた。
後にNASAがYF-23を研究に使用するため、エンジンなしでドライデン飛行研究センターに譲渡されたが研究は行われなかった。

## 開発経緯
ATF計画は1980年代初頭に着手され、1986年10月31日にロッキード案とノースロップ案が最も有望な設計として選定された。開発はノースロップ社に加え、選定で敗れたマクドネル・ダグラス社が加わり、進められた。なお、ノースロップ社はその当初から一切の試作機の写真やイメージ図などのビジュアル情報の発表を拒否し、姿が公になるのは初飛行の時になるだろうと断言するなど、徹底してYF-23の機密保持を行った。
試作機はPAV（プロトタイプ・エアビークル）とも呼ばれ、PAV-1（S/N 87-800）は1989年に製造され、1990年6月22日にノースロップ社パームデール工場から陸路でエドワーズ空軍基地に輸送され、初めて記者団にその姿を現した。翌日の8月27日には初飛行に成功するが、左主脚のドアにズレが生じている事を随伴機パイロットが確認したため、予定されていた高度・速度を出す事無く50分間の飛行を終えた。2号機であるPAV-2（S/N 87-801）は、同年10月26日に初飛行を成功させている。
初飛行成功後は、YF-23Aの1号機にプラット&ホイットニー社の「YF119-PW-100」ターボファンエンジンが、2号機にはゼネラル・エレクトリック社の「YF120-GE-100」がそれぞれ搭載され、機体とエンジンの選定が開始された。
なお、評価は1991年4月23日に下され、ロッキード社の「YF-22」とプラット&ホイットニー社の「YF119-PW-100」がATFとして選定された。詳細な結果は公表されていないものの、YF-23は競争相手よりも高速で、燃料搭載量も多く、ステルス性も高かったとしばしば言われている。しかし、アメリカ空軍は、生産と整備の容易さ・汎用性の高さや機動性・操作性を重視し、推力に劣るYF119-PW-100を搭載エンジンに採用したためにより自重の小さい機体を採用する必要があったことから、より小型で保守的な設計に仕上がったYF-22を選んだと言われている。

## 特徴

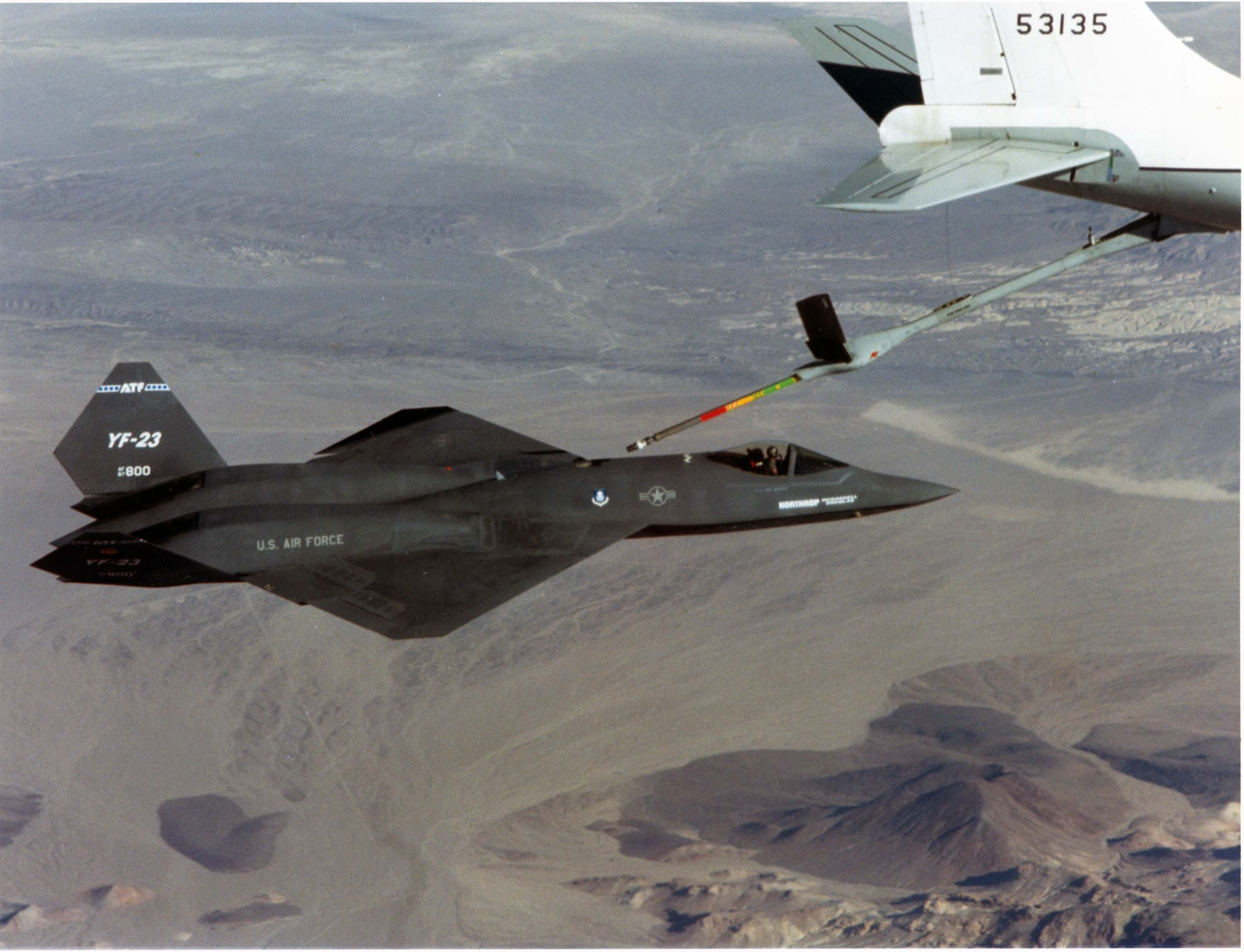
空中給油試験を行うYF-23（PAV-1：S/N 87-800）

基本構造
YF-23はステルス性を最も重視して設計され、水平尾翼と垂直尾翼を廃して一対のV字尾翼で代用するなど、F-22に比べると技術的先進性を前面に押し出した、前例にとらわれない革新的な設計となっている。だが、より保守的で堅実な設計となったYF-22/F-22とは機体形状こそ異なるものの、仕様要求は共通していることから機体規模は近いものとなった。
機体を構成する直線の角度は全て平行線を意識しており、前後対称の菱形主翼に上反角を持つ全動（オール・フライング・テール）式V字尾翼を有している。
ピッチ及びヨーはこのV字尾翼をそれぞれ同方向または逆方向に稼働することで制御され、90度回転させることでエアブレーキとしても機能するようになっている。これは第4世代機（とくに欧州機）の間で流行したカナード翼とも類似する特徴であるが、ステルス性能を追求するため、尾翼は主翼の後方に配置されている。
搭載兵器
胴体内のウェポンベイに搭載するという方法と搭載する兵器の種類・搭載可能数はデータとして示されたものの、実機には兵器搭載能力は付与されておらず、ウェポンベイの位置も未定のままだった。
これは実機制作から飛行評価までの段階で兵器搭載能力が必須とされていなかったためであり、コンピューターシミュレーション上での発射能力データなどは提出されていた。
なお、要求仕様から対地攻撃能力についても計画されていない。
エンジン
2機の試作機が製造されたが、搭載するエンジンも競争原理を取り入れた事により、それぞれ異なるエンジンを搭載している。PAV-1はP&W製YF119エンジンを装備し、PAV-2はGE製YF120エンジンを装備した。F-22と同様に、アフターバーナーに頼らないスーパークルーズが可能である。なお、YF119に搭載されている二次元推力偏向ノズルの機能は後述の通り使用できなくなっている。
ノズル形状
ノズルの長さが上下で大きく異なるという特徴的な形状を取り入れている。耐熱・吸熱性タイルを用いて長く伸ばした下ノズルが地上（または下方）からの熱源探知を困難にさせるという、生存性を高めるための設計である。また同様に熱源探知を防ぐ目的で、排気を冷却する「冷却デッキ」が搭載された。
これによって推力偏向能力は与えられなかったものの、十分な機動性が翼面の動きによって確保されていた。
愛称
YF-23としての愛称はブラック・ウィドウII。2機の試作機には、1号機（PAV-1）にグレイゴースト（Gray Ghost）、2号機（PAV-2）にスパイダー（Spider）とそれぞれ名付けられ、前脚ドアの内側に愛称が書かれている。2018年現在、PAV-1はオハイオ州の国立アメリカ空軍博物館に、PAV-2はカリフォルニア州の西部航空博物館にそれぞれ保管されている。

## 派生型
FB-23
ノースロップ・グラマン社がアメリカ空軍に提案している派生型の戦闘爆撃機（暫定爆撃プラットフォーム）にYF-23に基づいた戦闘爆撃機FB-23が提案されている。しかし、2006年には四年ごとの国防計画見直しで米軍が発展性の大きな長距離爆撃機を望んだことにより計画は中止された。
その代替として、2008年にボーイング、ロッキード・マーティンの次世代爆撃機の共同開発が発表されている。
F-23N
アメリカ海軍向けの艦上戦闘機。元々はNATF（Naval Advanced Tactical Fighter）計画として開発が進められたが、後にATFと計画が一本化されている。V字尾翼を廃し、カナード翼とデルタ翼を組み合わせたクロースカップルデルタ翼の機体となる予定であった。ATFにF-22が選ばれたため計画を中止。

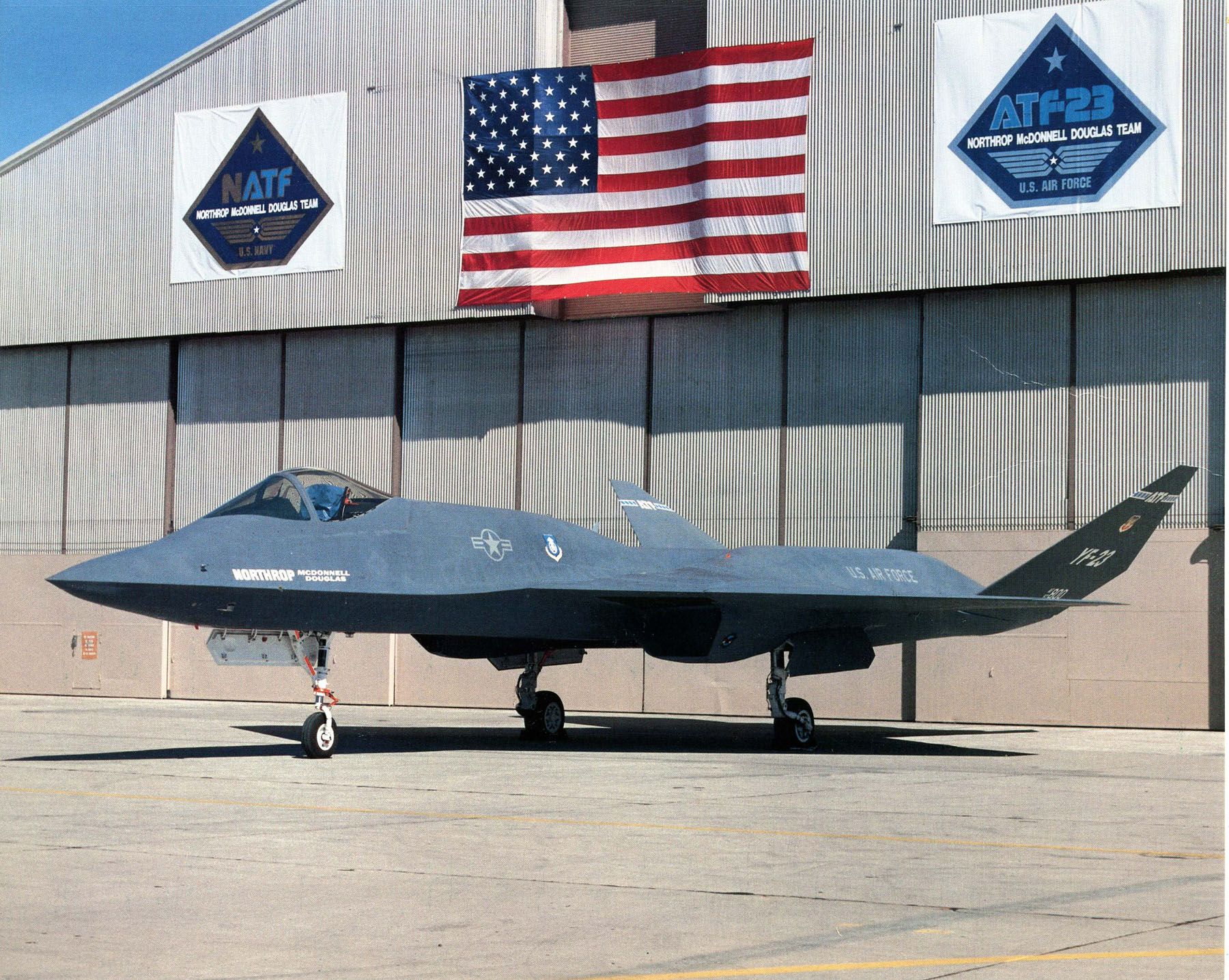
ロールアウト式典で初めて公となったYF-23（PAV-1）
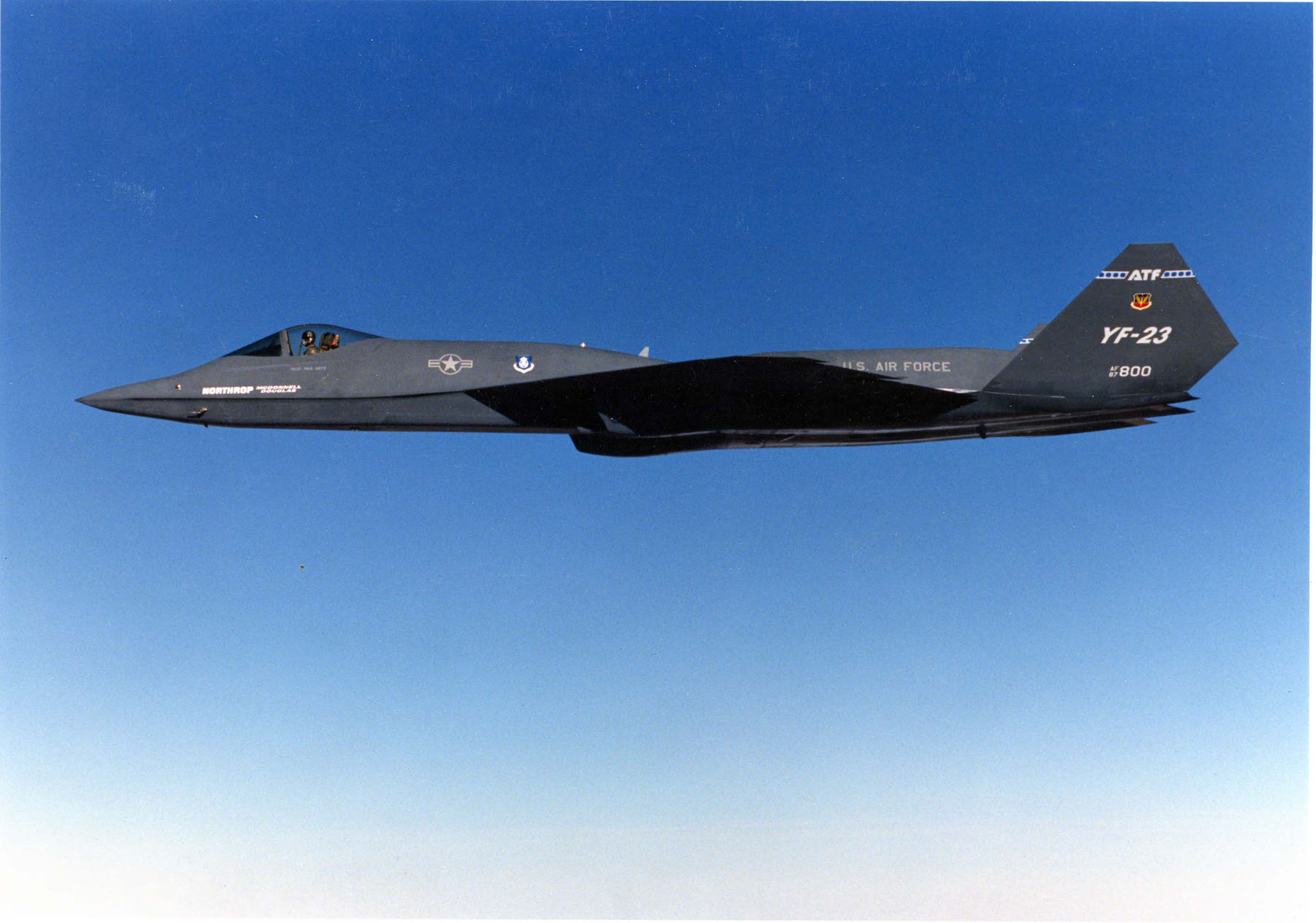
左側面
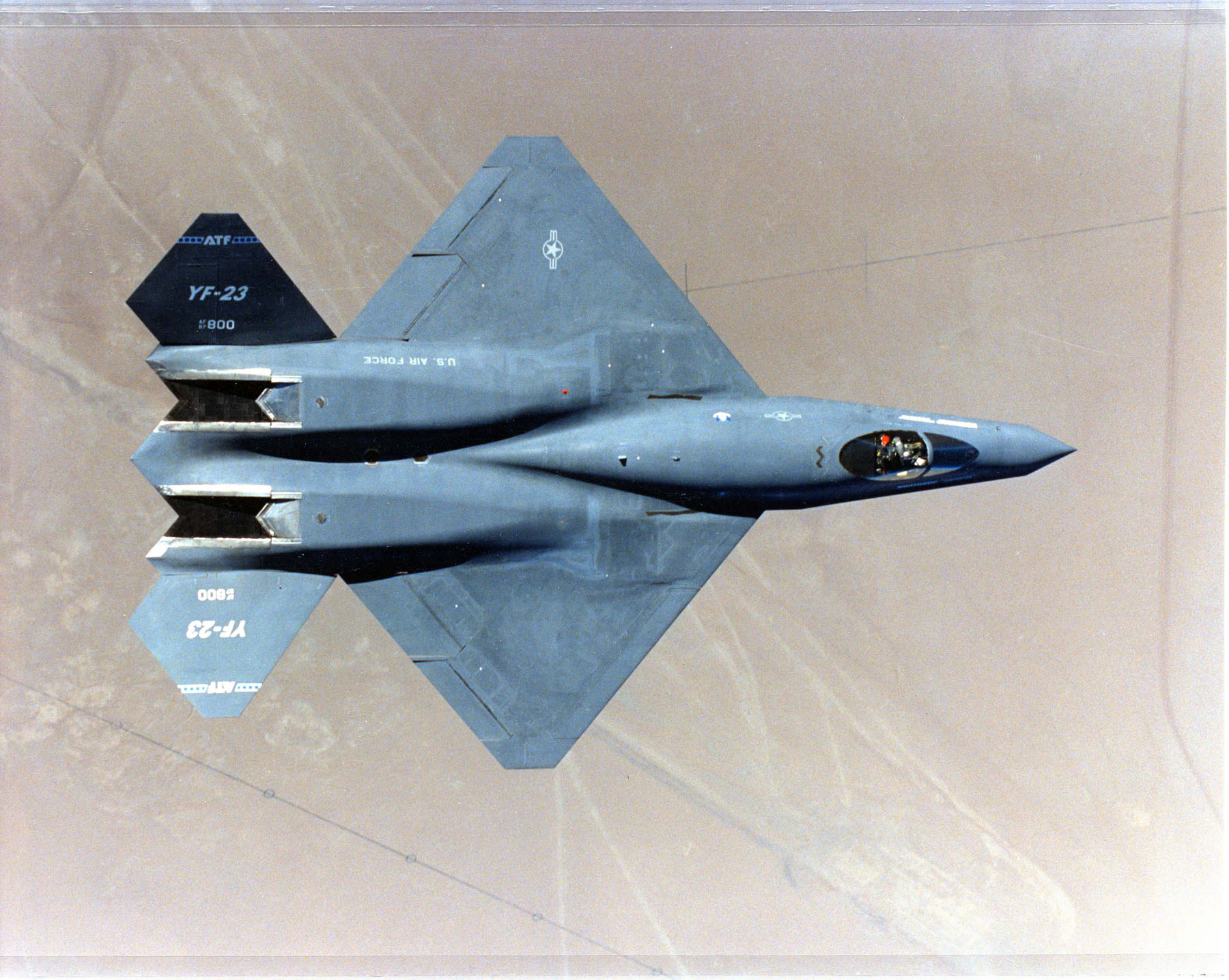
上面
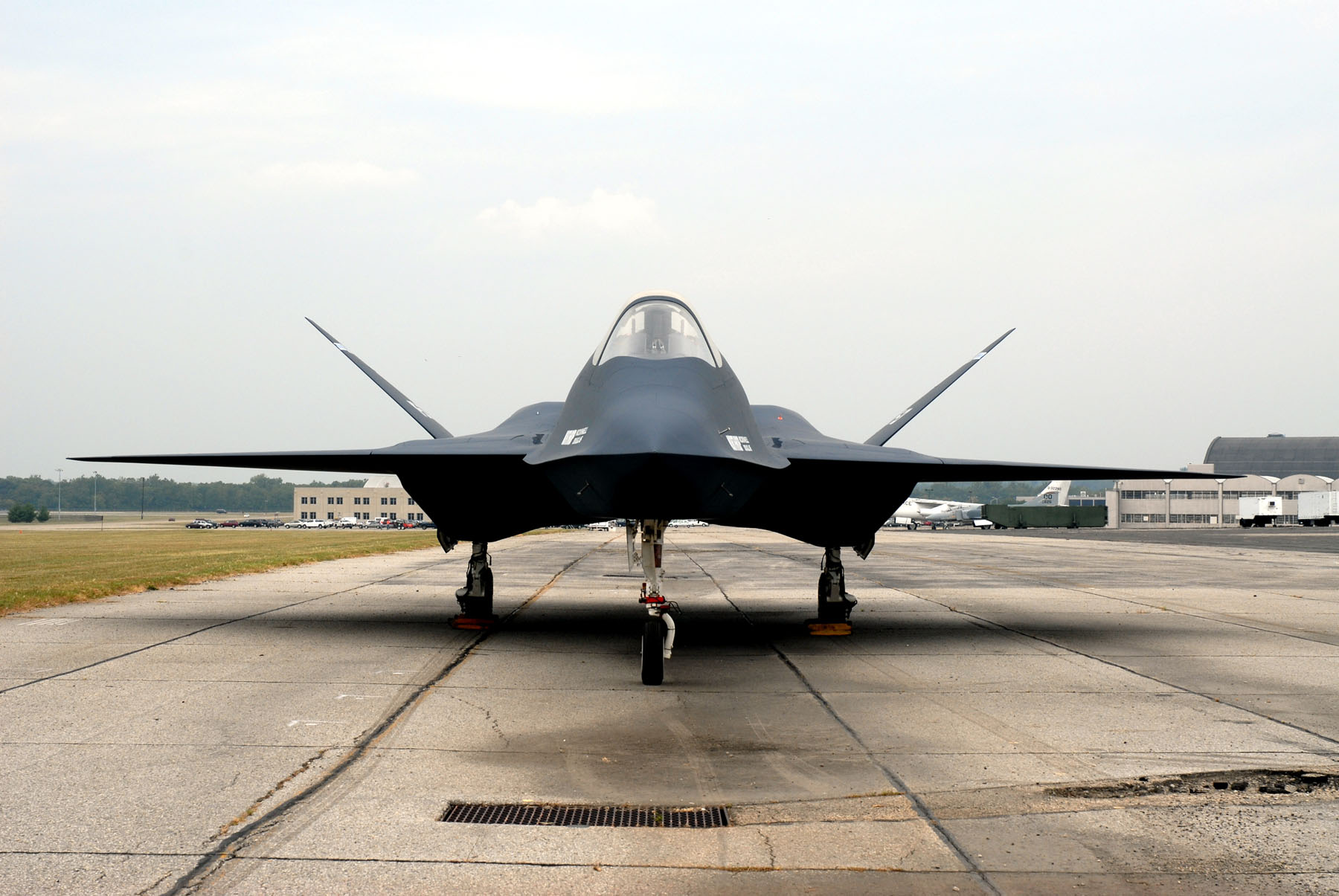
正面
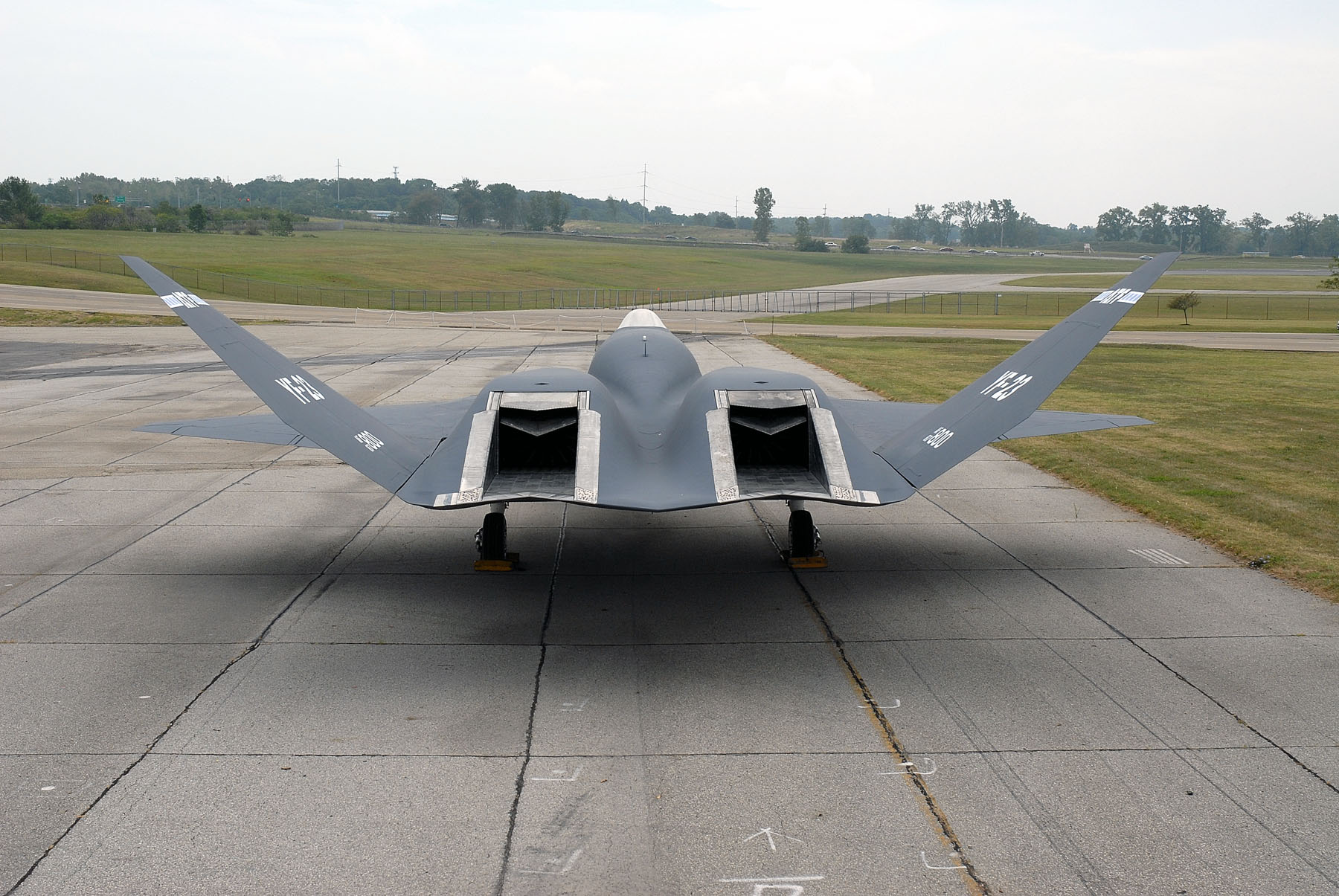
排気口
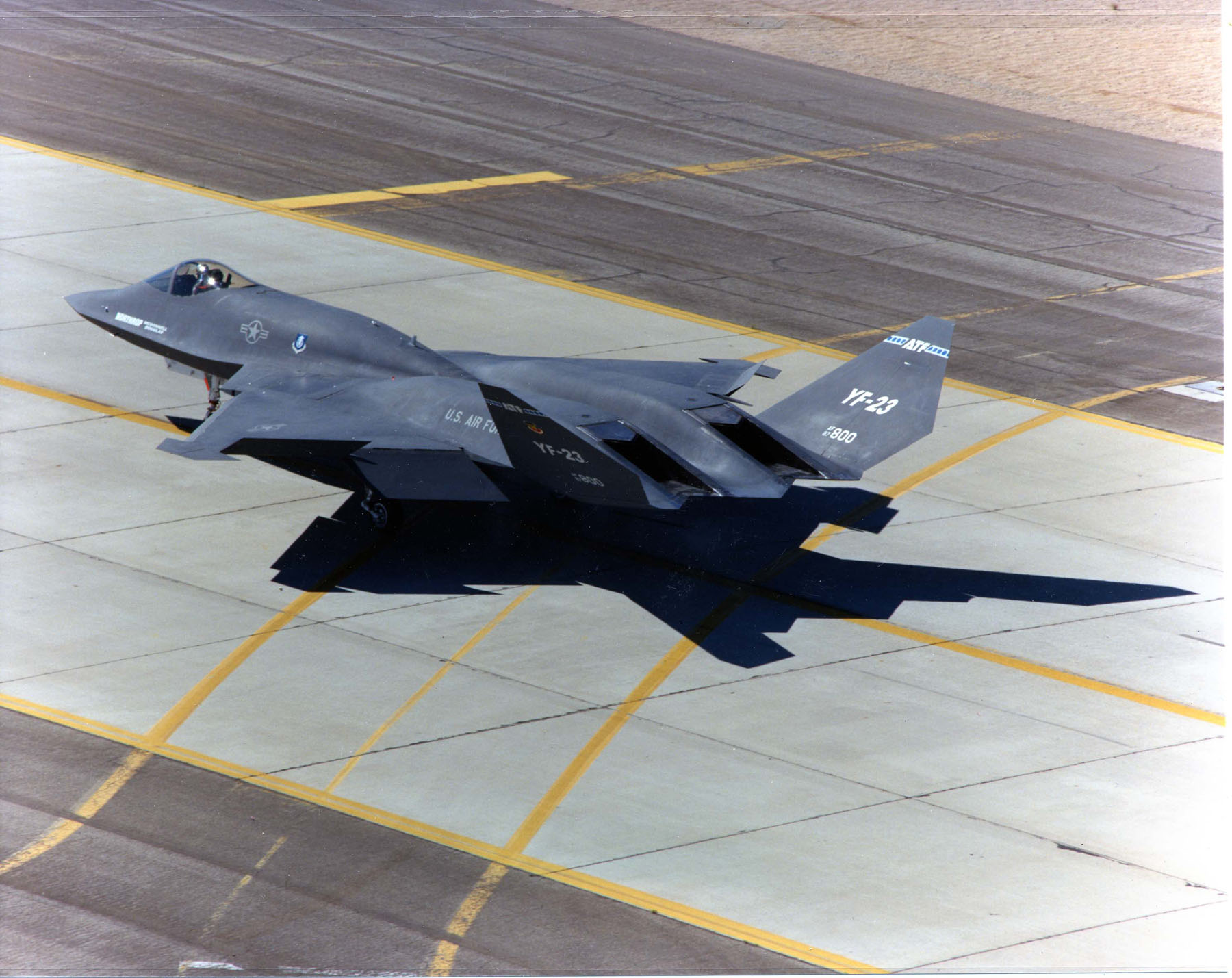
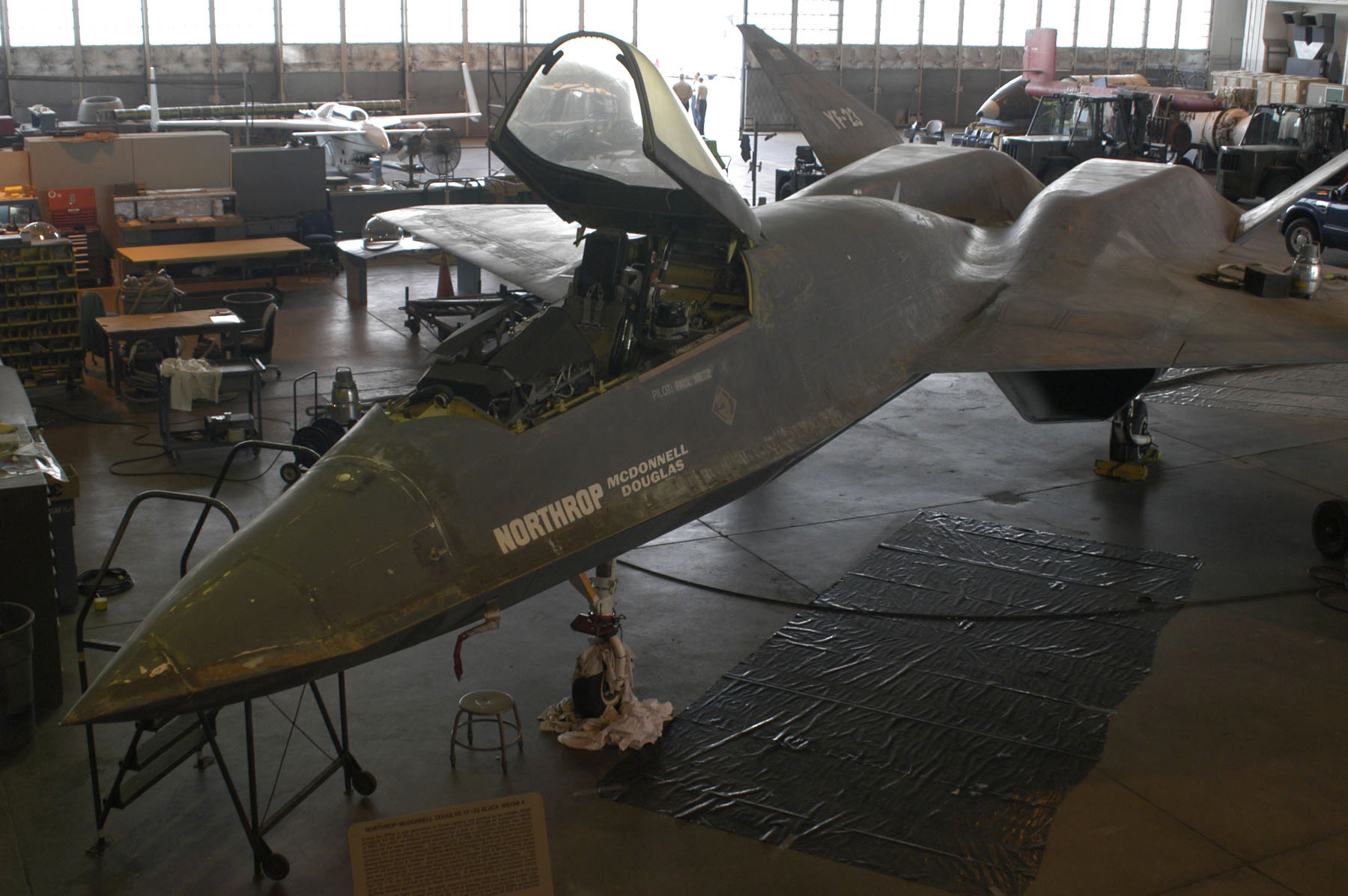

## 仕様
諸元
- 乗員: 1
- 全長: 20.60m （67ft 5in）
- 全高: 4.30m （13ft 11in）
- 翼幅: 13.30m（43ft 7in）
- 翼面積: 88m2 （948ft2）
- 空虚重量: 14,970kg （32,934lb）
- 運用時重量: 23,327kg （51,320lb）
- 最大離陸重量: 29,029kg （64,000lb）
- 動力: GE製YF120またはP&W製YF119 、156kN （35,000lbf）  × 2

性能
- 最大速度: M2.58, 2,240km/h （1,210kt）
- 航続距離: 1,474km （750-800nm） （空中給油なし）
- 実用上昇限度: 19,800m （65,000ft）
- 翼面荷重: 265kg/m2 （54lb/ft2）
- 推力重量比: 1.81

武装
- 固定武装： M61 20mm ガトリング砲 × 1
- ミサイル：次のものから最大6発
  - AIM-7 スパロー
  - AIM-120 AMRAAM
  - AIM-9 サイドワインダー

## 登場作品

### アニメ・漫画
『宇宙課々付エヴァ・レディ』
航空自衛隊所属のF-23EJが登場。
『雲のむこう、約束の場所』
在日アメリカ軍所属機が登場。津軽海峡上空でユニオン軍と戦闘を繰り広げるが、MiG-29が発射したミサイルにより撃墜される。

### ゲーム
『エリア88』
原作漫画およびアニメでは登場しないが、アーケードゲームからの移植版となるスーパーファミコン用ではプレイヤーの使用する機体として登場。ゲーム中の愛称はステルスレイとなっている。
ゲーム開始当初は使用できないが、敵機の撃墜およびステージクリアで得られる報酬により購入することで使用可能。
『エースコンバットシリーズ』
プレイヤーの使用する機体及び敵機として、初代「エースコンバット」以降複数の作品に登場。5作目の「エースコンバット・ゼロ ザ・ベルカン・ウォー」では、敵エースパイロット、ジョシュア・ブリストー大尉率いるウィザード隊の1番機～4番機としても登場している。
『サイドワインダーシリーズ』
プレイヤーの使用する機体として登場。
『戦闘国家シリーズ』
隠し機体F-23グレイゴーストとして登場
『Microsoft Flight Simulator』
有料コンテンツにて追加
『Modern Warships』
2023年4月のバトルパス(VIP)の特典として登場。戦闘機に分類される。